# 氟化釔
氟化釔也稱為三氟化釔，是一種無機化合物，化學式為YF3。不確定自然界是否存在純的氟化釔。含釔的氟化物礦石包括氟釔鈣礦（tveitite-(Y)， (Y,Na)6Ca6Ca6F42）及氟鈣鈉釔石（gagarinite-(Y)，NaCaY(F,Cl)6）。有時萤石中也會含有氟化釔。

## 製備
可以將氟化氫和氧化钇或氫氧化釔反應製得氟化釔：
Y(OH)3 + 3HF → YF3 + 3H2O

## 用途
氟化釔可以用來製備釔單質、薄膜、玻璃及陶瓷。

## 風險
需避免將氟化釔放在有酸、活性金屬或是濕氣的環境下。